# Morti nel 2017/Ottobre
| Questa pagina contiene informazioni ricavate automaticamente dalle voci biografiche con l'ausilio del template Bio e di un bot. L'aggiornamento è periodico e automatico e ricostruisce completamente la pagina. Se manca una persona in questa lista, sei pregato di non aggiungerla, ma accertati piuttosto che la sua voce biografica contenga il template Bio e che i dati anagrafici siano correttamente compilati. Se il template Bio manca, inseriscilo tu stesso o, in alternativa, metti l'avviso {{tmp\|Bio}} che ne segnala la mancanza. Se i dati riportati sono sbagliati, correggi direttamente la voce biografica; le modifiche saranno visibili in questa lista entro pochi giorni. Per chiarimenti vedi il progetto biografie. La lista contiene solo le 194 persone che sono citate nell'enciclopedia e per le quali è stato implementato correttamente il template Bio. Pagina aggiornata al 18 ago 2025. |

- 1º ottobre - Olivier Baudry, calciatore francese (n. 1973)
- 1º ottobre - Pierluigi Cappello, poeta italiano (n. 1967)
- 1º ottobre - Lina Chiusso, cantante italiana (n. 1939)
- 1º ottobre - Arthur Janov, psicologo statunitense (n. 1924)
- 1º ottobre - Samuel Irving Newhouse, imprenditore statunitense (n. 1927)
- 1º ottobre - Luisella Ottolenghi Mortara, storica dell'arte italiana (n. 1930)
- 1º ottobre - Gino Taddei, tenore italiano (n. 1933)
- 1º ottobre - Larisa Il'inična Vol'pert, scacchista russa (n. 1926)
- 1º ottobre - Zenona Węgrzynowicz, cestista polacca (n. 1930)
- 2 ottobre - Pavel Bezchasny, docente e religioso russo (n. 1967)
- 2 ottobre - Evangelina Elizondo, attrice e cantante messicana (n. 1929)
- 2 ottobre - Robert Elsie, antropologo canadese (n. 1950)
- 2 ottobre - Klaus Huber, compositore svizzero (n. 1924)
- 2 ottobre - Daniela Marzano, tennista e allenatrice di tennis italiana (n. 1950)
- 2 ottobre - Franco Mori, calciatore italiano (n. 1929)
- 2 ottobre - Tom Petty, cantautore, musicista e produttore discografico statunitense (n. 1950)
- 2 ottobre - Ernst Veenemans, canottiere olandese (n. 1940)
- 3 ottobre - Michel Jouvet, neurologo francese (n. 1925)
- 3 ottobre - Isabella Karle, chimica statunitense (n. 1921)
- 3 ottobre - Francesco Martino, politico italiano (n. 1937)
- 3 ottobre - Dino Siani, pianista, compositore e arrangiatore italiano (n. 1936)
- 3 ottobre - Jalal Talabani, politico e guerrigliero iracheno (n. 1933)
- 3 ottobre - Persia Woolley, scrittrice statunitense (n. 1935)
- 4 ottobre - Liam Cosgrave, politico irlandese (n. 1920)
- 4 ottobre - Karel Kolář, velocista cecoslovacco (n. 1955)
- 4 ottobre - Brian MacReady, calciatore inglese (n. 1942)
- 4 ottobre - Marcello Mochi Onori, politico italiano (n. 1946)
- 4 ottobre - Ornella Rizzo, tiratrice a segno e arciera italiana (n. 1952)
- 4 ottobre - Yosihiko Sinoto, antropologo giapponese (n. 1924)
- 4 ottobre - William Tepper, attore, sceneggiatore e produttore cinematografico statunitense (n. 1948)
- 5 ottobre - Georges Baert, cestista belga (n. 1926)
- 5 ottobre - Antonius Geurts, canoista olandese (n. 1932)
- 5 ottobre - Georges Henri Griffiths, calciatore ivoriano (n. 1990)
- 5 ottobre - Eberhard van der Laan, politico e avvocato olandese (n. 1955)
- 5 ottobre - François Xavier Nguyễn Văn Sang, vescovo cattolico vietnamita (n. 1931)
- 5 ottobre - Giorgio Pressburger, regista, scrittore e drammaturgo ungherese (n. 1937)
- 5 ottobre - Sylke Tempel, giornalista e scrittrice tedesca (n. 1963)
- 5 ottobre - Anne Wiazemsky, attrice, scrittrice e regista francese (n. 1947)
- 6 ottobre - Roberto Anzolin, calciatore e allenatore di calcio italiano (n. 1938)
- 6 ottobre - Petar Bonačić, calciatore jugoslavo (n. 1948)
- 6 ottobre - Terry Downes, pugile britannico (n. 1936)
- 6 ottobre - Marek Gołąb, sollevatore polacco (n. 1940)
- 6 ottobre - Connie Hawkins, cestista statunitense (n. 1942)
- 6 ottobre - Franc Knez, alpinista sloveno (n. 1955)
- 6 ottobre - Ian McNeill, allenatore di calcio e calciatore scozzese (n. 1932)
- 6 ottobre - Angelo Munzone, politico italiano (n. 1933)
- 6 ottobre - Sergio Pagliazzi, ciclista su strada italiano (n. 1926)
- 7 ottobre - Hugo Budinger, hockeista su prato tedesco (n. 1927)
- 7 ottobre - George Dempsey, cestista statunitense (n. 1929)
- 7 ottobre - Hugo Dollheiser, hockeista su prato tedesco (n. 1927)
- 7 ottobre - Cosimo Mele, politico italiano (n. 1957)
- 7 ottobre - Billy Roberts, musicista e paroliere statunitense (n. 1936)
- 7 ottobre - Antun Rudinski, allenatore di calcio e calciatore jugoslavo (n. 1937)
- 7 ottobre - Kundan Shah, regista e sceneggiatore indiano (n. 1947)
- 7 ottobre - Washington Sycip, imprenditore e banchiere filippino (n. 1921)
- 8 ottobre - Aldo Biscardi, giornalista, autore televisivo e conduttore televisivo italiano (n. 1930)
- 8 ottobre - Gianni Bonagura, attore e doppiatore italiano (n. 1925)
- 8 ottobre - Franco Cangini, giornalista italiano (n. 1934)
- 8 ottobre - Darryl Edestrand, hockeista su ghiaccio canadese (n. 1945)
- 8 ottobre - Jerry Kleczka, politico statunitense (n. 1943)
- 8 ottobre - Gianni Maierna, partigiano italiano (n. 1925)
- 8 ottobre - Elena Mazzoni, contralto e mezzosoprano italiano (n. 1923)
- 8 ottobre - Y.A. Tittle, giocatore di football americano statunitense (n. 1926)
- 8 ottobre - Birgitta Ulfsson, attrice finlandese (n. 1928)
- 9 ottobre - Luigi Bobbio, politologo italiano (n. 1944)
- 9 ottobre - Armando Calderón Sol, politico salvadoregno (n. 1948)
- 9 ottobre - Enzo Faraoni, pittore italiano (n. 1920)
- 9 ottobre - Sergej Prigoda, calciatore e allenatore di calcio sovietico (n. 1957)
- 9 ottobre - Makkolath Rajan, allenatore di pallacanestro indiano (n. 1934)
- 9 ottobre - Jean Rochefort, attore francese (n. 1930)
- 9 ottobre - József Tóth, calciatore ungherese (n. 1929)
- 10 ottobre - Cho Jin-ho, calciatore e allenatore di calcio sudcoreano (n. 1973)
- 11 ottobre - Antonio Capitta, giornalista italiano (n. 1941)
- 11 ottobre - Bruno Franzini, allenatore di calcio e calciatore italiano (n. 1938)
- 11 ottobre - Giovanni Hautmann, psicoanalista italiano (n. 1927)
- 11 ottobre - Clifford Husbands, politico barbadiano (n. 1926)
- 11 ottobre - Andrea Nesti, calciatore italiano (n. 1937)
- 12 ottobre - Silvio Briard, calciatore italiano (n. 1924)
- 12 ottobre - Hu Bo, regista e scrittore cinese (n. 1988)
- 12 ottobre - André Ravéreau, architetto francese (n. 1919)
- 12 ottobre - Carlos Visentín, pallanuotista argentino (n. 1918)
- 13 ottobre - Pierre Hanon, calciatore belga (n. 1936)
- 13 ottobre - William Lombardy, scacchista statunitense (n. 1937)
- 13 ottobre - Lauri Vilkko, pentatleta finlandese (n. 1925)
- 13 ottobre - Albert Zafy, politico malgascio (n. 1927)
- 14 ottobre - Francesco Cubeddu, cantante italiano (n. 1924)
- 14 ottobre - Richard Wilbur, poeta statunitense (n. 1921)
- 14 ottobre - Roger de Lageneste, pilota automobilistico francese (n. 1929)
- 15 ottobre - Stefano Bartolini, sassofonista, compositore e polistrumentista italiano (n. 1953)
- 15 ottobre - Sylviane Carpentier, modella francese (n. 1934)
- 15 ottobre - Choirul Huda, calciatore indonesiano (n. 1979)
- 15 ottobre - Serge Thion, giornalista e sociologo francese (n. 1942)
- 16 ottobre - Daphne Caruana Galizia, giornalista e blogger maltese (n. 1964)
- 16 ottobre - Roy Dotrice, attore britannico (n. 1923)
- 16 ottobre - John Dunsworth, attore canadese (n. 1946)
- 16 ottobre - Isnilon Totoni Hapilon, terrorista e guerrigliero filippino (n. 1966)
- 16 ottobre - Paolo Pellion di Persano, fotografo italiano (n. 1947)
- 16 ottobre - Marvin Rodríguez, allenatore di calcio e calciatore costaricano (n. 1934)
- 17 ottobre - Marco Bergamo, serial killer italiano (n. 1966)
- 17 ottobre - Danielle Darrieux, attrice francese (n. 1917)
- 17 ottobre - Giuseppe Massa, calciatore italiano (n. 1948)
- 17 ottobre - Julian May, autrice di fantascienza statunitense (n. 1931)
- 17 ottobre - Harry Stradling Jr., direttore della fotografia statunitense (n. 1925)
- 17 ottobre - Rosario Villari, storico e politico italiano (n. 1925)
- 18 ottobre - Joel Beeson, attore statunitense (n. 1966)
- 18 ottobre - Brent Briscoe, attore statunitense (n. 1961)
- 18 ottobre - Phil Miller, chitarrista, compositore e produttore discografico inglese (n. 1949)
- 18 ottobre - Dorothy Morrison, attrice statunitense (n. 1919)
- 18 ottobre - Marino Perani, calciatore e allenatore di calcio italiano (n. 1939)
- 18 ottobre - Olga Tudorache, attrice e docente rumena (n. 1929)
- 18 ottobre - Donato Valli, critico letterario italiano (n. 1931)
- 18 ottobre - Ricardo Jamin Vidal, cardinale e arcivescovo cattolico filippino (n. 1931)
- 18 ottobre - Issam Zahreddine, generale siriano (n. 1961)
- 19 ottobre - Winifred Asprey, matematica e informatica statunitense (n. 1917)
- 19 ottobre - Jeanne Brousse, partigiana francese (n. 1921)
- 19 ottobre - Alberto L'Abate, sociologo e attivista italiano (n. 1931)
- 19 ottobre - Umberto Lenzi, regista, sceneggiatore e scrittore italiano (n. 1931)
- 19 ottobre - Miguel Loayza, calciatore peruviano (n. 1940)
- 20 ottobre - Federico Luppi, attore argentino (n. 1936)
- 20 ottobre - Justin Reed, cestista statunitense (n. 1982)
- 21 ottobre - Donald Bain, scrittore statunitense (n. 1935)
- 21 ottobre - Emilio D'Amore, politico italiano (n. 1915)
- 21 ottobre - Ugo Fangareggi, attore italiano (n. 1938)
- 21 ottobre - Robert Getchell, sceneggiatore statunitense (n. 1936)
- 21 ottobre - Rosemary Leach, attrice britannica (n. 1935)
- 21 ottobre - Valter Maraschini, scrittore italiano (n. 1949)
- 21 ottobre - Odilio Moro, calciatore e allenatore di calcio italiano (n. 1954)
- 21 ottobre - Max Pfister, linguista e filologo svizzero (n. 1932)
- 21 ottobre - Gilbert Stork, chimico belga (n. 1921)
- 21 ottobre - Louis Viannet, sindacalista francese (n. 1933)
- 22 ottobre - Daisy Berkowitz, chitarrista statunitense (n. 1968)
- 22 ottobre - Piergiuseppe D'Andreamatteo, politico e sindacalista italiano (n. 1944)
- 22 ottobre - Mario Deiana, scrittore e regista italiano (n. 1945)
- 22 ottobre - Elsa Girardot, schermitrice francese (n. 1973)
- 22 ottobre - Fernand Picot, ciclista su strada francese (n. 1930)
- 22 ottobre - Paul Joseph Weitz, astronauta statunitense (n. 1932)
- 23 ottobre - Corrado Böhm, matematico e informatico italiano (n. 1923)
- 23 ottobre - Pëtr Gorelikov, velista sovietico (n. 1931)
- 23 ottobre - Walter Lassally, direttore della fotografia tedesco (n. 1926)
- 23 ottobre - George Young, produttore discografico e bassista scozzese (n. 1946)
- 24 ottobre - Ebrahim Ashtiani, calciatore iraniano (n. 1942)
- 24 ottobre - Girija Devi, cantante indiana (n. 1929)
- 24 ottobre - Fats Domino, cantautore e pianista statunitense (n. 1928)
- 24 ottobre - Michael Patrick Driscoll, vescovo cattolico statunitense (n. 1939)
- 24 ottobre - Virginia Grant, nuotatrice canadese (n. 1937)
- 24 ottobre - Robert Guillaume, attore e doppiatore statunitense (n. 1927)
- 24 ottobre - Peter Lötscher, schermidore svizzero (n. 1941)
- 24 ottobre - Nóra Thúróczy, cestista ungherese (n. 1945)
- 25 ottobre - Jack Bannon, attore statunitense (n. 1940)
- 25 ottobre - Severino Cesari, giornalista e curatore editoriale italiano (n. 1951)
- 25 ottobre - Reinhold Durnthaler, bobbista austriaco (n. 1942)
- 25 ottobre - John Mollo, costumista e scrittore inglese (n. 1931)
- 25 ottobre - Amalia Signorelli, antropologa e opinionista italiana (n. 1934)
- 25 ottobre - Vincent Warren, ballerino e archivista statunitense (n. 1938)
- 25 ottobre - Donnchadh Ó Corráin, storico irlandese (n. 1942)
- 26 ottobre - Ed Laschuk, cestista canadese (n. 1934)
- 26 ottobre - Alan Scholefield, scrittore sudafricano (n. 1931)
- 27 ottobre - Giovanni Burlando, pilota motociclistico italiano (n. 1939)
- 27 ottobre - Velimir Kalandadze, compositore di scacchi georgiano (n. 1935)
- 27 ottobre - Hans Kraay, calciatore, allenatore di calcio e dirigente sportivo olandese (n. 1936)
- 27 ottobre - Abdoulaye Soulama, calciatore burkinabé (n. 1979)
- 27 ottobre - Katalin Szőke, nuotatrice ungherese (n. 1935)
- 28 ottobre - Ardiansyah, scacchista indonesiano (n. 1951)
- 28 ottobre - Lionel Galand, linguista francese (n. 1920)
- 28 ottobre - Josaphat-Robert Large, scrittore haitiano (n. 1942)
- 28 ottobre - Bernard Roy, matematico francese (n. 1934)
- 28 ottobre - Manuel Sanchís Martínez, calciatore spagnolo (n. 1938)
- 28 ottobre - Willy Schroeders, ciclista su strada belga (n. 1932)
- 29 ottobre - Muhal Richard Abrams, musicista e compositore statunitense (n. 1930)
- 29 ottobre - Gino Bacci, giornalista e scrittore italiano (n. 1936)
- 29 ottobre - Keith Briffa, climatologo britannico (n. 1952)
- 29 ottobre - Richard Hambleton, pittore canadese (n. 1952)
- 29 ottobre - Władysław Kowalski, attore polacco (n. 1936)
- 29 ottobre - Elena Lagadinova, agronoma e politica bulgara (n. 1930)
- 29 ottobre - Anthony Madigan, pugile australiano (n. 1930)
- 29 ottobre - Manfredi Nicoletti, architetto e saggista italiano (n. 1930)
- 29 ottobre - Linda Nochlin, storica dell'arte e scrittrice statunitense (n. 1931)
- 29 ottobre - Ninian Stephen, giurista e politico australiano (n. 1923)
- 29 ottobre - Piotr Szczęsny, chimico polacco (n. 1963)
- 30 ottobre - Algimantas Butnorius, scacchista lituano (n. 1946)
- 30 ottobre - János Halász, cestista ungherese (n. 1929)
- 30 ottobre - Judy Martz, politica e pattinatrice di velocità su ghiaccio statunitense (n. 1943)
- 30 ottobre - Salvador Minuchin, pediatra, psichiatra e psicoterapeuta argentino (n. 1921)
- 30 ottobre - Amina Okueva, medico ucraino (n. 1983)
- 30 ottobre - Eugène Parlier, calciatore svizzero (n. 1929)
- 30 ottobre - Sandro Provvisionato, giornalista e scrittore italiano (n. 1951)
- 30 ottobre - Mal Spence, velocista giamaicano (n. 1936)
- 30 ottobre - Daniel Te'o-Nesheim, giocatore di football americano statunitense (n. 1987)
- 30 ottobre - Daniel Viglietti, cantautore, compositore e chitarrista uruguaiano (n. 1939)
- 30 ottobre - Abbas Zandi, lottatore iraniano (n. 1930)
- 31 ottobre - Mircea Drăgan, regista e sceneggiatore rumeno (n. 1932)
- 31 ottobre - Rolly Goldring, cestista canadese (n. 1937)
- 31 ottobre - Stefano Salvatori, calciatore e allenatore di calcio italiano (n. 1967)
- 31 ottobre - Abubakari Yakubu, calciatore ghanese (n. 1981)